# Bayern-Ingolstadt

Gemeinsames Wappen der Herzöge von Bayern (und der Kurpfalz)

Das wittelsbachische Teilherzogtum Bayern-Ingolstadt (auch Oberbayern-Ingolstadt) entstand wie Bayern-München und Bayern-Landshut im Jahr 1392 durch die dritte bayerische Landesteilung und zerfiel in rund ein Dutzend an Donau und Lech, am Inn und auf dem Nordgau verstreute Gebiete. Residenzstadt war Ingolstadt. Bayern-Ingolstadt wurde bis 1413 von Herzog Stephan dem Kneißel regiert und nach dessen Tod von seinem Sohn Ludwig dem Gebarteten, auf den das Liebfrauenmünster und die Anfänge des Neuen Schlosses in Ingolstadt zurückgehen. Ludwig förderte die Künste und modernisierte die Verwaltung, war aber auch in zahlreiche Auseinandersetzungen mit seinem Nachbarn verwickelt, gegen die er im Bayerischen Krieg (1420–1422) eine empfindliche Niederlage erlitt. Er starb als Gefangener seines langjährigen Rivalen Heinrichs des Reichen von Bayern-Landshut, der Bayern-Ingolstadt 1447 mit Bayern-Landshut vereinigte.

## Territoriale Entwicklung

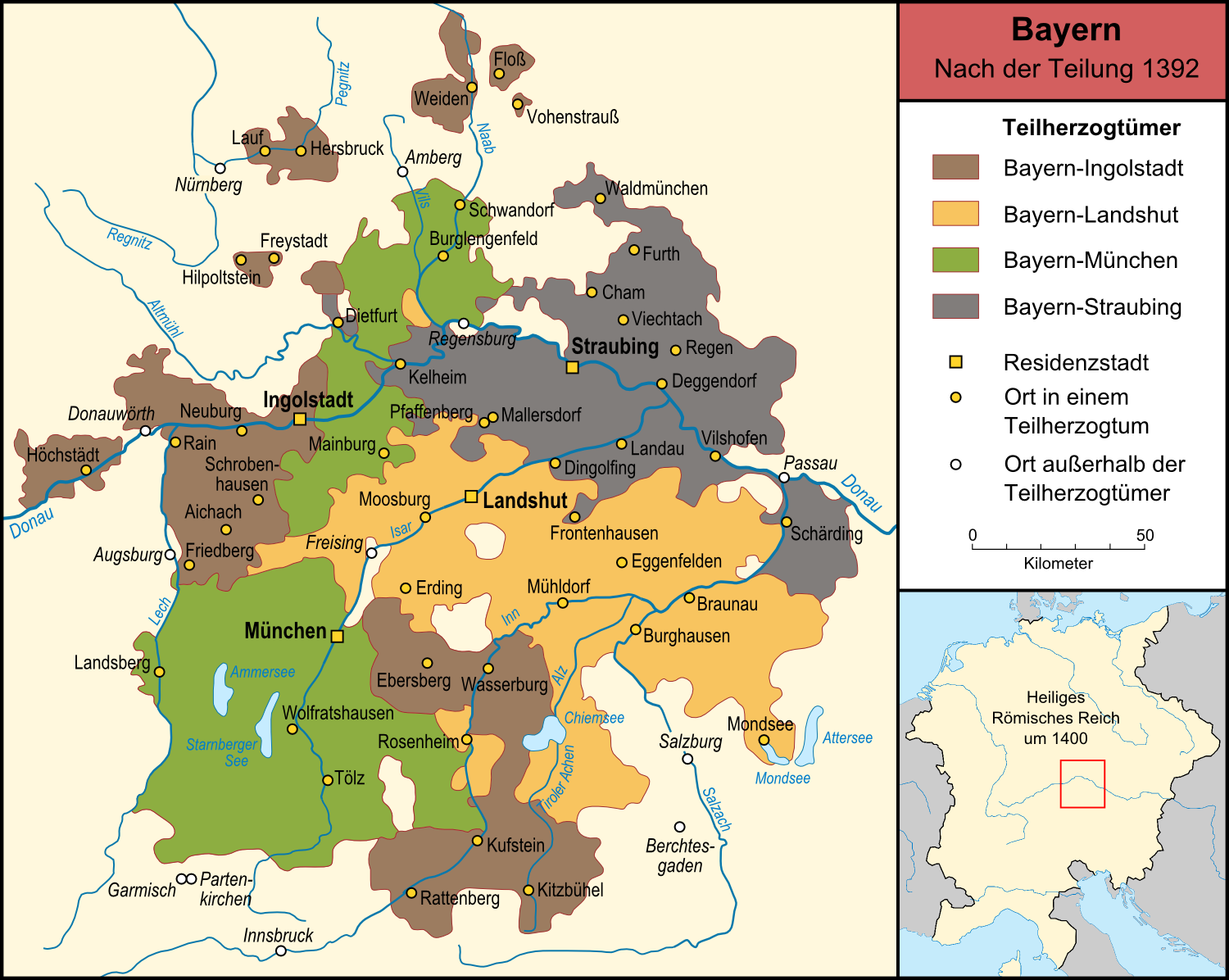
Die vier bayerischen Teilherzogtümer nach der Landesteilung von 1392 (Bayern-Ingolstadt braun)

Bei der Landesteilung von 1392/93 wurden das ehemalige Herzogtum Oberbayern und die nordgauischen Besitzungen, die Herzog Otto V. 1373 von Kaiser Karl IV. als Entschädigung für die Mark Brandenburg erhalten hatte, in zwei fiskalisch etwa gleichwertige Teile aufgespaltet, das stark zersplitterte Bayern-Ingolstadt unter Stephan III. und das territorial deutlich geschlossenere Bayern-München, das von Johann II. verwaltet wurde.
Das so entstandene Teilherzogtum Bayern-Ingolstadt bestand aus rund einem Dutzend nicht zusammenhängenden Teilgebieten. Im Teilungsvertrag von 1392 wurden Herzog Stephan III. folgende Territorien zugesprochen: Höchstädt, Lauingen und Gundelfingen in Oberschwaben, Donauwörth, ein größeres Gebiet an Donau und Lech mit der Grafschaft Graisbach, Neuburg, Ingolstadt, Aichach und Friedberg, das „Land vorm Gebirg“ um Markt Schwaben und Wasserburg, das damit durch einen schmalen Korridor westlich des Chiemsees verbundene „Land im Gebirg“ um Kufstein, Kitzbühel und Rattenberg sowie Hilpoltstein, Freystadt und die Burgen Landeck und Holnstein im Südwesten des Nordgaus. Zudem gehörten die Stadt Weißenhorn und die Burg Wartstein bei Ulm sowie Mauerstetten im Allgäu zu Bayern-Ingolstadt. Im Oktober 1393 kamen mit Lauf und Hersbruck an der Pegnitz sowie Floß und Vohenstrauß noch etwa zwei Drittel der über Otto V. an Bayern gekommenen „böhmischen Pfandschaft“ hinzu.
Tatsächlich konnte Stephan III. aber nur über einen Teil seines Herrschaftsgebietes frei verfügen: Seit den 1370er Jahren hatten die bayerischen Herzöge den Großteil ihres oberschwäbischen Besitzes, Donauwörth, Rain, Floß sowie mehrere Burgen verpfändet, um so kurzfristig ihre finanziellen Probleme zu lindern. Stephan führte diese Politik fort und verpfändete nach 1392 unter anderem die Grafschaft Graisbach, mehrere Ortschaften in der Umgebung von Ingolstadt, Markt Schwaben, Kling und Wildenwart im Land vorm Gebirg sowie Kufstein und Kitzbühel. Als er 1413 starb, entzog sich mehr als die Hälfte seines Territoriums seinem direkten Zugriff.

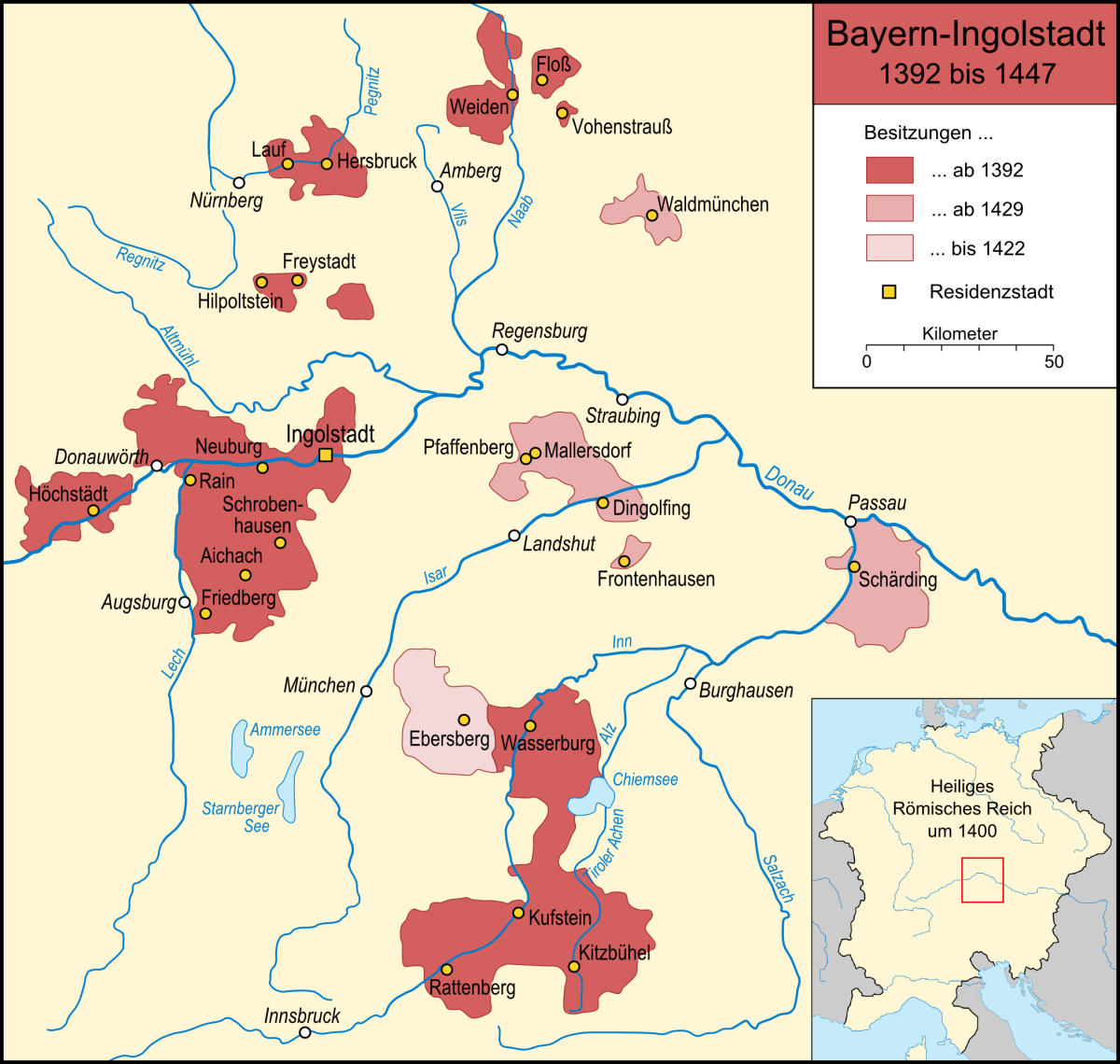
Die territoriale Entwicklung des Teilherzogtums Bayern-Ingolstadt nach 1392

Sein Sohn Ludwig VII., der als Bruder und Berater der französischen Königin Isabeau über erhebliche Geldmittel verfügte, begann allerdings schon 1395, die von seinem Vater verpfändeten Gebiete wieder zurückzukaufen. Bis 1416 verfügte er so über nahezu das gesamte Herzogtum in der 1392/93 vorgesehenen Form, nur für Weißenhorn und Mauerstetten wollte er wohl aufgrund der großen Entfernung kein Geld ausgeben. Außerdem erwarb er um 1400 von den ebenfalls stets mit Geldnöten kämpfenden Münchner Herzögen Gaimersheim bei Ingolstadt, Reichertshofen und mehrere Burgen im Münchner Kerngebiet. 1406 vergrößerte er schließlich noch seinen Besitz auf dem Nordgau um Parkstein und Weiden (von den Landgrafen von Leuchtenberg) und Sulzbach (von König Ruprecht).
Die 1420er Jahre brachten dann zwei größere territoriale Veränderungen für Bayern-Ingolstadt. Zunächst musste Ludwig VII. im Bayerischen Krieg (1420–1422) umfangreiche Gebietsverluste hinnehmen: Große Teile des „Landes vorm Gebirg“ von Markt Schwaben bis Wildenwart im Chiemgau fielen an Bayern-München und Bayern-Landshut und auch die Besitzungen auf dem Nordgau gingen bis auf Hersbruck und Hilpoltstein verloren. Johann von Pfalz-Neumarkt und Friedrich von Brandenburg-Ansbach übernahmen gemeinsam Lauf, Parkstein, Weiden, Floß und Vohenstrauß sowie die Grafschaft Graisbach, Johann sicherte sich zudem Sulzbach, Freystadt und Holnstein. Die von ihm kontrollierten Burgen im Münchner Gebiet musste Ludwig abgeben, und auch Donauwörth entzog sich nun seiner Herrschaft. Im Preßburger Schiedsspruch von 1429 konnte er seinen Herrschaftsbereich dagegen wieder ausweiten: Er erhielt Kirchberg, Geiselhöring und Dingolfing im Süden des Straubinger Ländchens, die Anwartschaft auf das verpfändete Waldmünchen sowie das Gebiet um Schärding und Königstein östlich des Inns. Zudem gaben die Münchner Herzöge das von ihnen im Bayerischen Krieg eroberte Markt Schwaben zurück.
Seit 1438 schlug sich dann der Konflikt zwischen Ludwig VII. und seinem gleichnamigen Sohn in der territorialen Entwicklung nieder; das Herzogtum zerfiel in zwei Teile. Ludwig VIII. erhielt durch seine Ehe mit Margarete, der Tochter Friedrichs von Brandenburg, zwar Graisbach und den Brandenburger Anteil an den im Bayerischen Krieg verlorenen Besitzungen auf dem Nordgau zurück, musste aber Parkstein, Weiden, Lauf, Markt Schwaben und Höchstädt verpfänden, um den Krieg gegen seinen Vater zu finanzieren. Nach dem Tod Ludwigs VIII. im April 1445 blieb Bayern-Ingolstadt zunächst zweigeteilt. Als im Mai 1447 auch Ludwig VII. starb, übernahm Heinrich von Bayern-Landshut, der bei erneuten kriegerischen Auseinandersetzungen mit Ludwig VII. 1436 bereits Kirchberg und Dingolfing gewonnen hatte, das gesamte Territorium des Herzogtums. Auch die von Ludwig VIII. verpfändeten Gebiete löste er fast vollständig wieder ein. Bayern-München ging weitgehend leer aus – nur Markt Schwaben blieb bei München –, konnte jedoch schließlich 1505 die Landshuter Herzöge beerben.

## Politische Geschichte
Das Spätmittelalter war für Bayern ein Zeitalter der Landesteilungen. Die erste Teilung Bayerns in Ober- und Niederbayern erfolgte 1255 nach dem Tod Herzog Ottos II. 1340 vereinigte Kaiser Ludwig IV. Ober- und Niederbayern wieder, doch schon im Landsberger Vertrag von 1349 wurde Bayern von den sechs Söhnen Ludwigs erneut geteilt. Oberbayern fiel nach dem Tod Herzog Meinhards 1363 an Stephan II. von Niederbayern-Landshut. Die Söhne Stephans II. regierten Bayern zunächst gemeinsam, schritten jedoch 1392 erneut zur Landesteilung. Dabei entstanden die drei Teilherzogtümer Bayern-Landshut, Bayern-Ingolstadt und Bayern-München. Bayern-Landshut fiel wie vorher vereinbart an Herzog Friedrich, Bayern-Ingolstadt wurde Stephan III. zugelost und Johann II., auf dessen Initiative die Teilung zurückging, erhielt Bayern-München.

### Bayerischer Hauskrieg
Weder Johann noch Stephan konnten mit dem Teilungsvertrag vom November 1392 wirklich zufrieden sein, da Bayern-Landshut wirtschaftlich wesentlich leistungsfähiger war als die beiden oberbayerischen Herzogtümer. Schon früh stellte sich daher die Frage nach der „Zugab am Niederland“, die diesen Unterschied ausgleichen sollte. Friedrich zahlte Johann schon im Januar 1393 eine größere Summe, und beide Herzöge trafen Vorkehrungen für einen möglichen Krieg gegen Stephan, der bei der Teilung am schlechtesten weggekommen war. Dass Friedrich im Oktober zugunsten seiner Brüder auf die „böhmische Pfandschaft“ auf dem Nordgau verzichtete, scheint die Lage zunächst etwas beruhigt zu haben. Sein überraschender Tod im Dezember 1393 verhinderte aber mögliche weitere Ausgleichszahlungen.
Stephan und Johann übernahmen nun zusammen mit dem niederbayerischen Viztum die Vormundschaft für Friedrichs unmündigen Sohn Heinrich. Friedrichs Witwe Maddalena Visconti erkannte die Bedrohung für Bayern-Landshut, die aus dieser Situation erwuchs, und schloss ein Bündnis mit zahlreichen niederbayerischen Adligen, Märkten und Städten, um etwaige Begehrlichkeiten der herzoglichen Vormünder abzuwehren. Diese waren aber zunächst vor allem mit sich selbst beschäftigt. Auch ein Schiedsspruch Ruprechts II. von der Pfalz, Friedrichs V. von Nürnberg, Albrechts II. von Bayern-Straubing und Johanns von Leuchtenberg vom Mai 1394, der zunächst Stephan für ein Jahr und dann Johann für die nächsten beiden Jahre die alleinige Vormundschaft zusprach, konnte die Lage nur vorübergehend beruhigen.

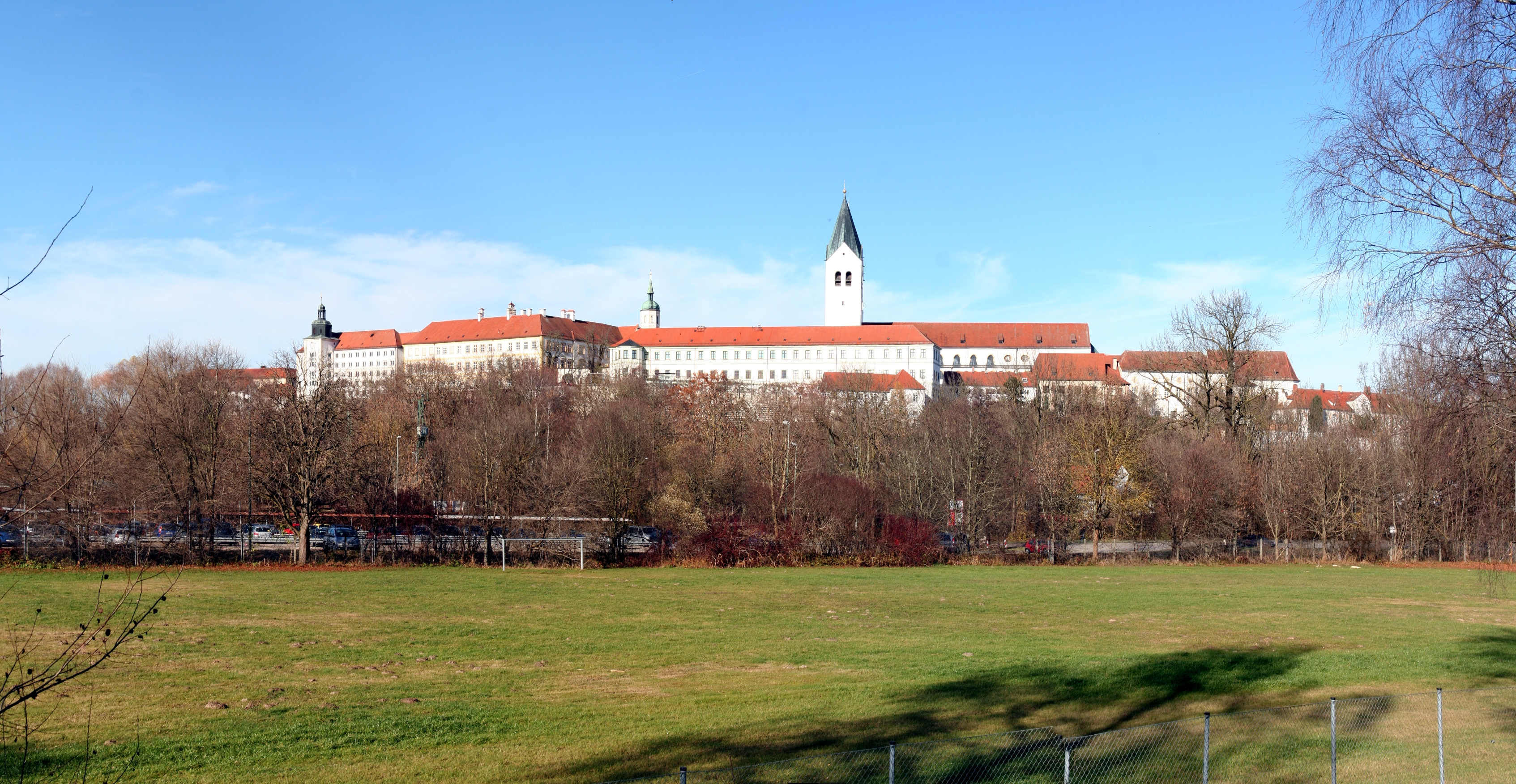
Ludwig VII. überfiel an Heiligabend 1394 Freising und löste damit den bayerischen Hauskrieg aus.

Die rivalisierenden Herzöge sahen sich nun außerhalb Bayerns nach Unterstützung um. Johann verbündete sich mit Albrecht III. und Wilhelm von Österreich, während Stephan das Vertrauen König Wenzels gewann, der ihm für seine Unterstützung die schwäbischen Landvogteien verlieh. Die Spannungen entluden sich schließlich im Winter 1394/95 im ersten bayerischen Hauskrieg. Stephans Sohn Ludwig VII. überfiel an Heiligabend Freising, dessen Bischof Berthold von Wehingen Kanzler der mit der Münchner Linie verbündeten österreichischen Herzöge war. Ludwig bedrohte Pfaffenhofen und plünderte am Dreikönigstag Neustadt an der Donau im Münchner Herzogtum. Im Gegenzug wandten sich die Münchner Herzöge gegen Aichach und Friedberg und brannten die Burg in Markt Schwaben nieder.
Bald nach dem Ende der Kampfhandlungen, die kein klares Ergebnis lieferten, musste Stephan erfahren, dass König Wenzel seinen italienischen Gegner Gian Galeazzo Visconti unterstützte, der zehn Jahre zuvor Stephans Schwiegervater Bernabò Visconti gestürzt hatte und sich zum Herrn von Mailand aufgeschwungen hatte. Er wandte sich daher wie sein Bruder den Gegnern König Wenzels zu und schloss im September 1395 Frieden mit Johann. Die beiden Herzöge legten in neuer Einigkeit Bayern-Ingolstadt und Bayern-München wieder zusammen und planten, auch Bayern-Landshut wieder gemeinsam zu regieren. Herzogin Maddalena und der niederbayerische Adel stellten sich jedoch quer, sodass Johann und Stephan zunächst nur ihre eigenen Herzogtümer vereinigen konnten.

### Vierherzogszeit

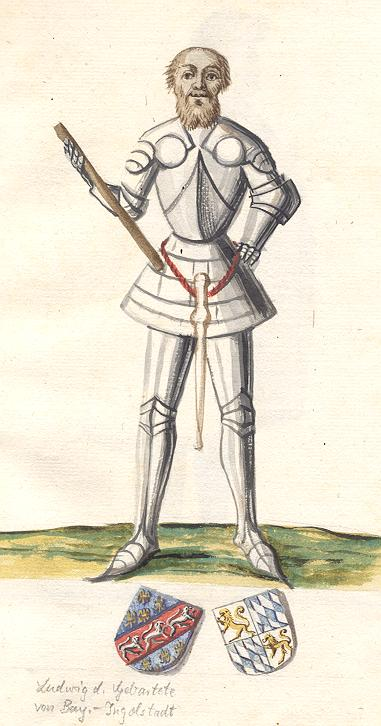
Ludwig VII. von Bayern-Ingolstadt war einer der vier Herzöge der Vierherzogszeit (Aquarell von Christian Hörmann zu Guttenberg, um 1750).

Die Vereinigung Bayern-Ingolstadts und Bayern-Münchens wurde zwar im November 1395 vollzogen, bald schon sorgte aber die Haltung der Herzöge zu Gian Galeazzo von Mailand für neuen Zündstoff: Während Ludwig in Frankreich ein gegen Gian Galeazzo gerichtetes Bündnis um Maddalenas Bruder Gianmastino, den französischen König Karl VI. und Bernard d’Armagnac schmiedete, heiratete Johanns ältester Sohn Ernst 1396 Maddalenas Schwester Elisabetta Visconti – die Mitgift bezahlte Gian Galeazzo. Dennoch arbeiteten die oberbayerischen Herzöge zunächst weiter zusammen; im Januar verbündeten sie sich mit Erzbischof Gregor von Salzburg, im Februar schlossen sie eine Münzvereinbarung und noch im Mai 1397 demonstrierten sie auf einem Fürstentag in Frankfurt nach außen hin Geschlossenheit.
Als Johann aber im Juni 1397 starb, versuchte Stephan mit aller Macht, seinen Führungsanspruch durchzusetzen. Er drohte der niederbayerischen Landschaft, Heinrich das Herzogtum Bayern-Landshut binnen Jahresfrist abzunehmen, und unterstützte zusammen mit seinem Sohn Ludwig die Erhebung der Münchner Zünfte gegen Johanns Söhne Ernst und Wilhelm. Obwohl Pfalzgraf Ruprecht III. und Graf Eberhard von Württemberg ihn im Göppinger Spruch vom Juli 1398 aufforderten, Ernst und Wilhelm als Nachfolger ihres Vaters anzuerkennen und zur gemeinsamen Regierung zurückzukehren, führte Stephan im Herbst 1398 Krieg gegen seine Neffen. Er konnte jedoch keine Entscheidung zu seinen Gunsten erzwingen und musste im Verlauf des Jahres 1399 auf all seine Forderungen verzichten: Bayern-Landshut, das nicht am Krieg teilgenommen hatte, blieb selbständig, die vier oberbayerischen Herzöge regierten nun wieder gemeinsam, und sie teilten sich auch wieder die Vormundschaft über Heinrich.
In der Zwischenzeit hatte sich Stephan vollständig von Wenzel von Böhmen abgewandt und betrieb dessen Absetzung als römischer König. Sein Kandidat für die Nachfolge, Ruprecht III. von der Pfalz, wurde im August 1400 zum König gewählt. Im September reiste Stephan nach Paris, um sicherzustellen, dass sein Schwiegersohn Karl VI. nicht zu Wenzels Gunsten in den Thronstreit eingriff. Der neue römische König Ruprecht zog im Herbst 1401, von Ludwig VII. tatkräftig unterstützt, nach Italien, sein Heer war jedoch nicht groß genug, um gegen Gian Galeazzo viel ausrichten zu können. Ludwig wollte 1402 in Paris den französischen König für eine weitere Offensive gegen Mailand gewinnen, da Gian Galeazzo aber mittlerweile gestorben war, stieß sein Vorschlag auf wenig Gegenliebe. Dennoch war er nicht umsonst nach Frankreich gereist: Am 8. Oktober heiratete er Anne de Bourbon, eine Hofdame seiner Schwester Königin Isabeau.
Während sich Ludwig in Paris aufhielt, versuchte König Ruprecht unermüdlich, den Streit zwischen den oberbayerischen Herzögen beizulegen. Die schwierigen Verhandlungen wurden durch Stephans Vorschlag, Ernst und Wilhelm sollten doch Herzöge von Bayern-Ingolstadt werden und ihm im Gegenzug Bayern-München überlassen, weiter kompliziert. Im Dezember 1402 brachte eine Schiedskommission aus Mitgliedern der Landschaft schließlich die Entscheidung: Die Vierherzogszeit war vorbei, Oberbayern wurde wieder in Bayern-Ingolstadt unter Stephan und Ludwig und Bayern-München unter Ernst und Wilhelm geteilt. Nur die Münchner Zunftregierung leistete noch Widerstand und überstand sogar eine Belagerung durch Ernst, Wilhelm und den mittlerweile für mündig erklärten Heinrich, musste aber endlich auch Ernst und Wilhelm als Herzöge anerkennen.

### Stephans letzte Jahre
Auch nach der erneuten Teilung Bayerns verstand sich der alternde Stephan III. weiterhin als gesamtbayerischer Herzog. Durch gemeinsame Münzvereinbarungen, die gemeinsame Unterstützung für das Konzil von Pisa 1409 und eine gemeinsame Landfriedensordnung aller bayerischen Herzogtümer 1412 versuchte er die Einheit des Hauses Bayern zu bewahren. Die von ihm als dem ältesten regierenden Herzog beanspruchte Führungsrolle konnte er aber nur noch teilweise ausfüllen. Zwar begleiteten ihn Wilhelm und Heinrich, als er 1407 Friedrich VI. von Nürnberg in der Rothenburger Fehde Beistand leistete, und Wilhelm zog auch 1410 mit ihm nach Tirol, als ihn Heinrich von Rottenburg überzeugt hatte, er könne Tirol für die Wittelsbacher zurückgewinnen. Doch als er bei den Königswahlen von 1410 und 1411 entgegen den Bestimmungen der Goldenen Bulle die pfälzische Kurstimme beanspruchte, fand er bei seinen Neffen dafür keine Unterstützung. Auch seinen neuerlichen Einfall in Tirol im Januar 1413 musste er allein unternehmen, Heinrich hatte sich sogar mit Stephans habsburgischen Gegnern verbündet und im November 1412 Margarete von Österreich geheiratet.
Stephans Sohn Ludwig hielt sich schon seit 1402 meistens in Frankreich auf, verfolgte die Entwicklung in Bayern aber dennoch genau und brachte mit Hilfe seines in Frankreich erworbenen Vermögens weite Teile Bayern-Ingolstadts, die sein Vater hatte verpfänden müssen, unter seine Kontrolle. Immer wieder versuchte er, seinen Cousin Heinrich dazu zu bringen, ihn für die Benachteiligung Bayern-Ingolstadts bei der Landesteilung von 1392 zu entschädigen. Im April 1403 erhob er vor dem königlichen Hofgericht Klage gegen den Landshuter. Das Verfahren endete jedoch ohne Ergebnis, da Heinrich den in Holland unabkömmlichen Johann von Leuchtenberg als Richter verlangte. Auch Friedrich von Nürnberg und Eberhard von Württemberg konnten sich in der Sache zu keiner Entscheidung durchringen und so vereinbarte Ludwig 1406 mit Heinrich, bezüglich der „Zugab am Niederland“ ein von Herzog Ernst geleitetes Schiedsgericht anzurufen.

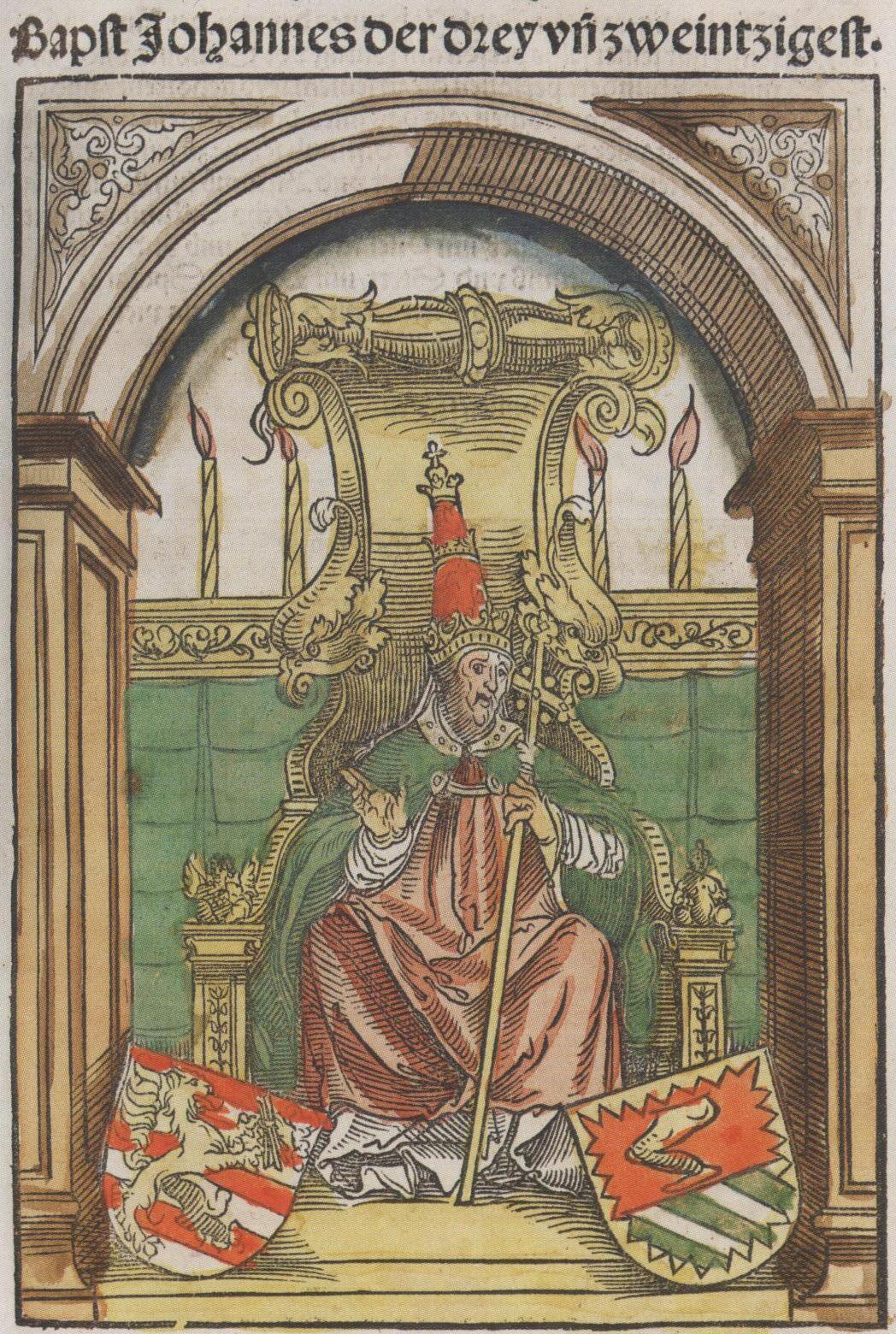
Papst Johannes XXIII. (Richental-Chronik, um 1430)

Das Schiedsgericht entschied im Spruch zu München zu Heinrichs Gunsten: Stephan III. habe zwar seine Ansprüche aus der Teilung an seinen Sohn übertragen können, Heinrich habe Ludwig aber keinerlei Versprechungen gemacht und sei insofern nicht verpflichtet, ihn in irgendeiner Form zu entschädigen. Damit wollte sich Ludwig nicht zufriedengeben. Mehrfach ließ er nachverhandeln, und im Frühjahr 1407 legte er die Entscheidung König Ruprecht zur Überprüfung vor, der den Spruch allerdings bestätigte. Nun versuchte Ludwig, in Frankreich Geld für einen Krieg gegen Heinrich aufzutreiben. Während seiner Abwesenheit leitete sein Vater Stephan, der weitere innerbayerische Auseinandersetzungen verhindern wollte, ein erneutes Schiedsverfahren ein. Ludwig erkannte die Freisinger Schiedssprüche vom Mai 1408 aber nicht an und appellierte 1409 sogar an Papst Gregor XII., der das Verfahren jedoch an König Ruprecht zurückverwies. Dieser bestätigte dann wie schon 1407 die Schiedsgerichtsentscheidung.
Als Ludwig im Herbst 1410 für einige Monate nach Bayern zurückkehrte, zeigte sich Heinrich XVI. kompromissbereit: Er wolle auf seine Forderungen eingehen, könne aber erst nach Ablauf von zehn Jahren zahlen. Heinrich hatte bereits einen entsprechenden Vertrag vorbereitet, Ludwig verzögerte dessen Besiegelung jedoch immer wieder und versuchte stattdessen, die Münchner Herzöge auf seine Seite zu ziehen. Ende Oktober legte er Ernst von Bayern-München in Eichstätt einen gegen Heinrich gerichteten Bündnisvertrag vor. Ernst bat sich Bedenkzeit aus und informierte schließlich Heinrich über Ludwigs Pläne. Dieser zeigte sich empört über Ludwigs doppeltes Spiel und wollte von einem Vertrag mit dem Ingolstädter nichts mehr wissen. Ludwig musste unverrichteter Dinge nach Paris zurückkehren. Von Frankreich aus erwirkte er 1411 eine Vorladung Heinrichs bei Papst Johannes XXIII., der Heinrich nicht nachkam, musste sich aber schon bald auf den französischen Bürgerkrieg der Armagnacs und Bourguignons konzentrieren.

### Bayerischer Krieg
Auch als sein Vater Stephan III. Ende September 1413 starb, konnte Ludwig zunächst noch nicht an eine Rückkehr nach Bayern denken. Er war erst kurz zuvor aus der Gefangenschaft der Cabochiens entkommen, heiratete gerade mit Catherine d’Alençon zum zweiten Mal ein Mitglied des französischen Hochadels und wirkte an der Verteidigung von Paris gegen die Burgunder unter Herzog Johann Ohnefurcht mit. Anfang März 1415 traf er schließlich als Leiter der französischen Gesandtschaft auf dem vom neuen König Sigismund angeregten Konzil von Konstanz ein. Auf dem Konzil wurden nicht nur kirchenpolitische Entscheidungen getroffen, es war auch ein Treffpunkt weltlicher Fürsten. Im Juli 1415 schlossen Ludwigs Nachbarn hier ein gegen ihn gerichtetes Bündnis, die Konstanzer Liga. Gründungsmitglieder der Liga waren Heinrich XVI. von Bayern-Landshut, Ernst und Wilhelm III. von Bayern-München, der gerade zum Kurfürsten von Brandenburg erhobene Friedrich VI. von Nürnberg sowie die Söhne des verstorbenen Königs Ruprecht, Ludwig III. von der Pfalz und Johann von Pfalz-Neumarkt.
Nachdem König Sigismund am 19. Oktober 1417 in Konstanz die Freisinger Schiedssprüche und damit den Münchner Spruch Herzog Ernsts erneut für gültig erklärt hatte, eskalierten die Auseinandersetzungen zwischen Ludwig VII. und Heinrich XVI. Ludwig beschimpfte Heinrich in aller Öffentlichkeit, worauf dieser ihm auf dem Heimweg auflauerte und ihm mit seinem Schwert schwere Verletzungen zufügte. Heinrichs geschickte Bündnispolitik der letzten Jahre zahlte sich nun aus: Sein Bundesgenosse Friedrich von Brandenburg konnte verhindern, dass König Sigismund die Reichsacht über ihn verhängte, und erreichte durch seine geschickte Argumentation vor dem königlichen Hofgericht, für die er auch auf römisches Recht zurückgriff, dass Heinrich für seinen Angriff auf Ludwig nicht bestraft wurde. Damit zog sich auch Friedrich die Feindschaft Ludwigs zu, was sich in einem umfangreichen Scheltbriefwechsel zwischen den beiden niederschlug.

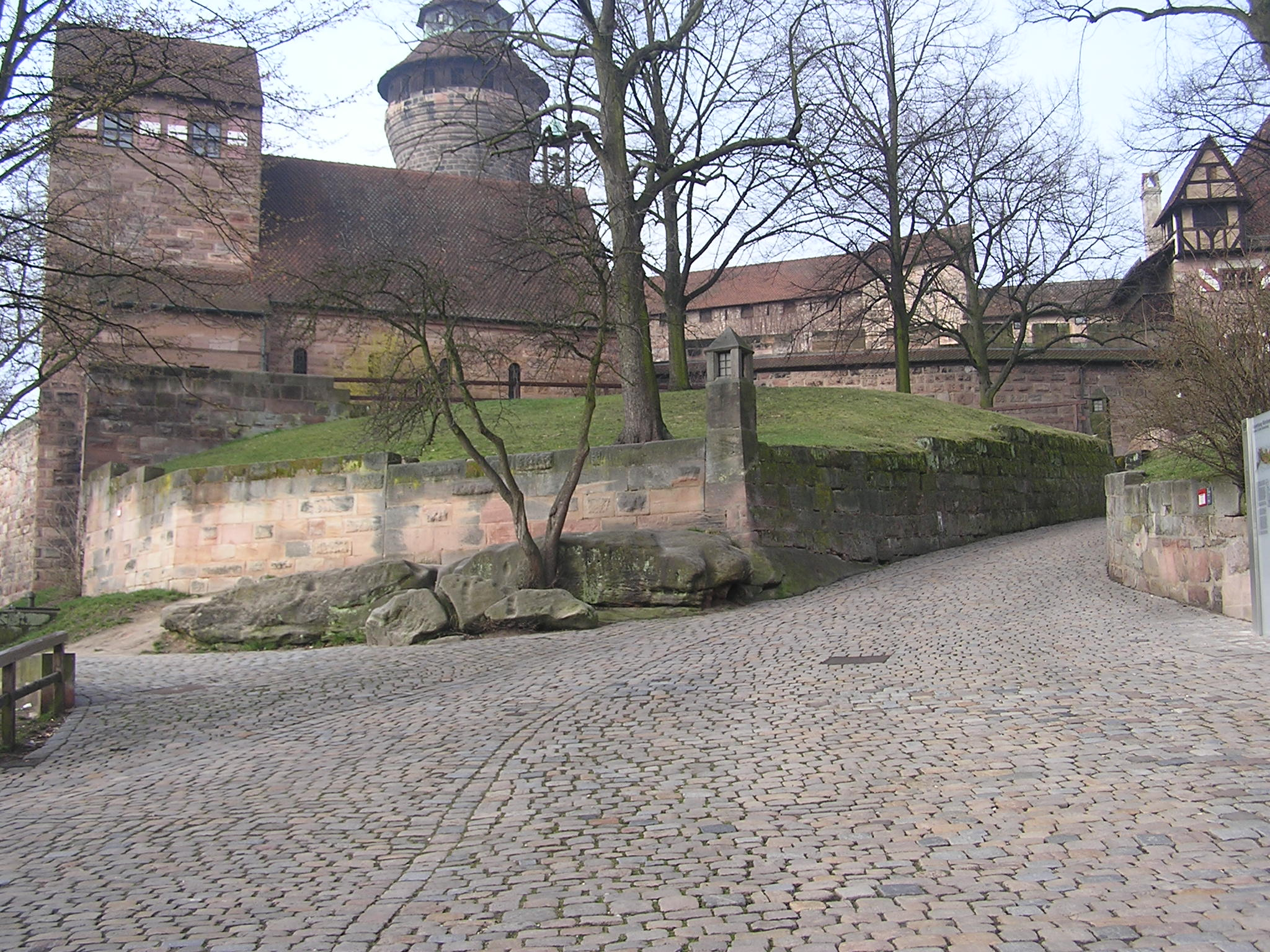
Die Nürnberger Burggrafenfeste wurde im Bayerischen Krieg zerstört.

Die Zeichen standen nun auf Krieg, auch ein Treffen Ludwigs mit Ernst, Wilhelm und Johann von Neumarkt im Juni 1419 brachte keine dauerhafte Entspannung. Schon wenige Tage später traten die Fürstbischöfe Johann von Eichstätt und Albert von Regensburg der Konstanzer Liga bei. Ludwig suchte währenddessen Unterstützung bei der Adelsopposition zu Heinrich, mit der er sich in der Aichacher Einung verbündete, und versuchte mit mäßigem Erfolg, im Ausland Söldner anzuwerben. Als im März 1420 die Kurfürsten Friedrich von Brandenburg und Ludwig von der Pfalz außer Landes waren, griff Ludwig VIII., Ludwigs Sohn aus seiner ersten Ehe mit Anne de Bourbon, die Grafen Ludwig und Friedrich von Oettingen an, die daraufhin der Konstanzer Liga beitraten. Ende Juli erklärte Ludwig VIII. auch Friedrich von Brandenburg den Krieg, und im Oktober gelang es Ingolstädter Truppen, die Nürnberger Burggrafenfeste in Brand zu stecken.
Um einem möglichen Eingreifen Heinrichs XVI. in den Krieg zuvorzukommen, überfiel Ludwig VII. Anfang Februar 1421 Neustadt an der Donau, wo der Landshuter seine Truppen sammeln wollte. Nun wandte sich Pfalzgraf Johann gegen die Ingolstädter und bedrohte deren Besitzungen auf dem Nordgau. Im April 1421 erklärten auch die Münchner Herzöge und Ludwig von der Pfalz Bayern-Ingolstadt den Krieg. Noch 1421 verloren die Ingolstädter den Großteil ihres nordgauischen Herrschaftsgebiets an Johann von Neumarkt und Friedrich von Brandenburg sowie Markt Schwaben an Bayern-München, 1422 fielen Friedberg und Graisbach. Im August 1422 musste Ludwig VII. einen Waffenstillstand mit Friedrich von Brandenburg und Heinrich von Bayern-Landshut schließen, eine letzte Offensive gegen München scheiterte einen Monat später in der Schlacht bei Alling.
Ludwig VII. und sein Sohn hatten sich allein gegen Heinrich und seine Bündnispartner gestellt und verloren. Bis Kriegsende hatten sie neben der Konstanzer Liga mehrere Reichsstädte, die Erzbischöfe von Köln, Mainz, Trier und Magdeburg, den Kurfürsten von Sachsen, die Herzöge von Kleve und Lothringen, die Grafen von Württemberg, den Markgrafen von Baden, den Landgrafen von Leuchtenberg sowie zahlreiche weitere Adlige gegen sich. König Sigismund, der angesichts der Hussitenkriege die militärischen Auseinandersetzungen in Bayern zu einem schnellen Ende bringen wollte, rief sogar den Reichskrieg gegen Bayern-Ingolstadt aus. Nach der Niederlage bei Alling unterwarf Ludwig VII. sich schließlich dem König und folgte ihm an seinen Hof. Sigismund verfügte einen vierjährigen Waffenstillstand und unterstellte das deutlich verkleinerte Herzogtum Bayern-Ingolstadt für mehrere Jahre einem königlichen Landeshauptmann.

### Straubinger Erbfall
Neben Bayern-Ingolstadt, Bayern-Landshut und Bayern-München gab es mit Bayern-Straubing noch ein viertes bayerisches Teilherzogtum, das an den innerbayerischen Auseinandersetzungen der letzten Jahrzehnte kaum Anteil genommen hatte. Als Anfang 1425 mit Johann III. das letzte männliche Mitglied der Straubinger Linie starb, begann das Ringen der bayerischen Herzöge um das Straubinger Ländchen, das den landwirtschaftlich ertragreichen Gäuboden und große Teile des Bayerischen Waldes umfasste. Ludwig beanspruchte als ältester regierender Herzog das gesamte Straubinger Erbe für sich, Heinrich schlug eine Dreiteilung vor und die Münchner Herzöge verlangten eine Aufteilung nach Köpfen: Jeder der vier bayerischen Herzöge sollte ein Viertel des Straubinger Gebiets erhalten.

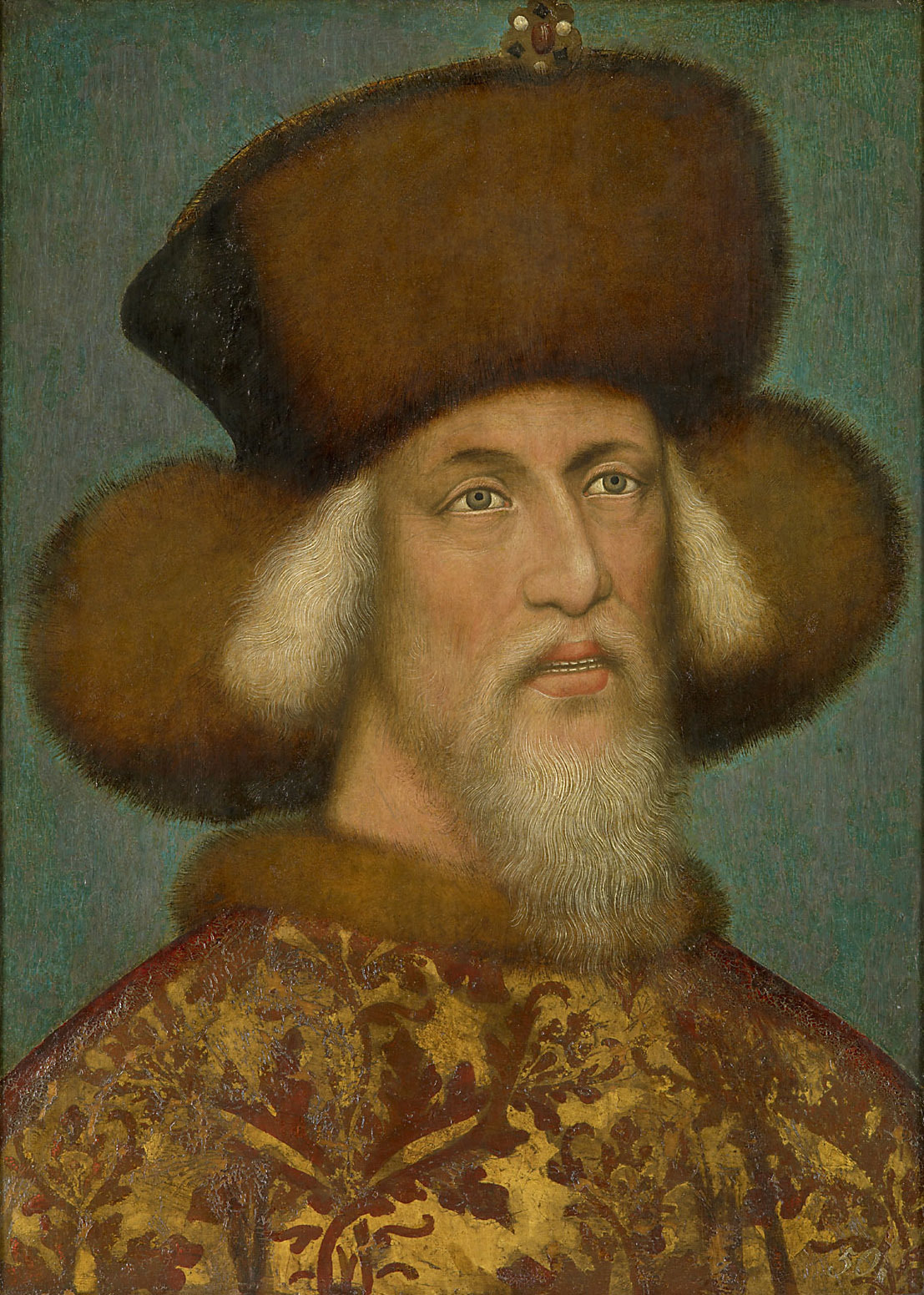
Kaiser Sigismund (zeitgenössisches Porträt, um 1436/37)

König Sigismund benannte im März 1426 in Wien Heinrich, Ernst, Wilhelm und wohl auch Johanns Neffen Albrecht V. von Österreich, den Sohn seiner Schwester Johanna, als mögliche Erben. Ludwigs Ansprüche blieben zunächst unberücksichtigt, da sich dieser wegen seiner Klosterpolitik gerade im Kirchenbann befand. Eine erste Verhandlung vor dem Schiedsgericht der Konstanzer Liga im Mai in Nürnberg blieb ohne Ergebnis, erst im September verfügte die Liga, die weder Heinrich noch Ernst und Wilhelm verprellen wollte, in Amberg eine Dreiteilung mit Option auf eine spätere Vierteilung. Anfang Oktober erkannte Sigismund auch den Anspruch des mittlerweile vom Kirchenbann gelösten Ludwig auf Bayern-Straubing an, die Straubinger Landstände huldigten im Januar 1427 zunächst aber nur Heinrich, Ernst und Wilhelm.
Streitigkeiten zwischen München und Landshut führten im Juni 1427 zu einer Annäherung zwischen München und Ingolstadt. Ludwig ließ sich nun ebenfalls von den Straubinger Landständen huldigen, denen die drei in Straubing versammelten Herzöge die Entscheidung sowohl über die Aufteilung des Erbes als auch über noch vom Bayerischen Krieg herrührende Gebietsstreitigkeiten übertrugen. Gegen den Willen Herzog Heinrichs, der gerade in Böhmen an einem Kriegszug gegen die Hussiten teilnahm, verwiesen die Landstände Ende Juli die Entscheidung an König Sigismund. Obwohl sich nun auch die Ingolstädter für eine Dreiteilung aussprachen, entschied der vielbeschäftigte König im Preßburger Schiedsspruch vom April 1429 im Sinne der Münchner: Bayern-Straubing wurde nach fiskalischen Gesichtspunkten in vier Teile aufgeteilt, die im Juni per Los den vier Herzögen zugeteilt wurden. Zudem erhielt Ludwig von den Münchnern im Bayerischen Krieg eroberte Gebiete zurück.
Zwar erkannten schließlich alle Herzöge die 1429 festgelegte Aufteilung des Straubinger Ländchens an, der Konflikt zwischen Ludwig VII. und Heinrich XVI. schwelte jedoch weiter, und auch zwischen Heinrich und den Münchner Herzögen herrschte Uneinigkeit. Ludwig brachte Heinrich wegen seines tätlichen Angriffs in Konstanz vor ein westfälisches Femegericht, das diesen im Januar 1434 für schuldig befand, und forderte vor König Sigismund, man solle Heinrich die Hand abhacken, die das Schwert geführt habe. Während Ludwig VIII. noch zwischen den Parteien zu vermitteln versuchte, warteten sein Vater und Herzog Heinrich nur noch auf einen Anlass, um erneut zu den Waffen zu greifen.
Die Hinrichtung Agnes Bernauers, der Geliebten von Ernsts Sohn Albrecht III., durch dessen Vater im Oktober 1435 bot diesen Anlass. Albrecht III. vermutete, dass Heinrich von der geplanten Hinrichtung gewusst und ihn nur deshalb Anfang Oktober zu einem Jagdausflug eingeladen hatte, damit er diese nicht verhindern konnte. Er schlug sich daher auf die Seite der Ingolstädter, die bereits Kriegsvorbereitungen trafen. Ludwig VII. führte den Krieg auch weiter, nachdem Albrecht im Mai 1436 mit Heinrich Frieden geschlossen hatte, und verlor schließlich die Landgerichte Kirchberg und Dingolfing, die ihm 1429 zugesprochen worden waren. Außerdem griff der mit Heinrich verbündete Bischof Leonhard von Passau Ludwigs Festung Königstein südlich von Passau an und erreichte deren Schleifung.

### Vater-Sohn-Konflikt
Ludwig VIII. hatte seinen Vater in seinen Auseinandersetzungen mit Heinrich XVI. und dessen Verbündeten immer unterstützt, hatte ihn vor Gericht vertreten und für ihn Krieg geführt. Dennoch bevorzugte Ludwig VII. seinen unehelichen Sohn Wieland von Freyberg, überschrieb diesem große Summen und plante angeblich sogar, seinen ehelichen Sohn Ludwig VIII. zu enterben. Daraufhin verbündete sich Ludwig VIII. im Herbst 1438 mit Albrecht III. von Bayern-München, der mittlerweile die Nachfolge des verstorbenen Herzogs Ernst angetreten hatte, und mit Friedrich von Brandenburg, dem langjährigen Gegner seines Vaters. Zur Bekräftigung des neuen Bündnisses heiratete Ludwig VIII. im Januar 1439 Friedrichs Tochter Margarete.
Ingolstadt fiel Ludwig VIII. und Albrecht III. kampflos zu und auch Schrobenhausen, Rain am Lech, Hochstädt und Friedberg unterwarfen sich noch 1438 dem jungen Herzog. Am Inn konnte er sich allerdings nur das Gebiet um Markt Schwaben sichern, Wasserburg und das „Land im Gebirg“ blieben ebenso wie Schärding auf Seiten Ludwigs VII. Dieser verschanzte sich in Neuburg, das sich als einzige Stadt im westlichen Teil des Herzogtums neben dem zwischen Vater und Sohn lavierenden Lauingen nicht seinem Sohn unterwarf. Kaiser Sigismunds Nachfolger Albrecht und Friedrich III. von Österreich mahnten die beiden Herzöge vergeblich zum Frieden, und auch der Tod Wielands von Freyberg 1439 brachte kein Ende der Auseinandersetzungen.
Am Ostermontag des Jahres 1443 wandten sich schließlich einige Neuburger Bürger, von Ludwig VIII. in ihrem Ansinnen bestärkt, gegen den alten Herzog, als sich dessen Soldaten und Bedienstete wegen einer Osterprozession außerhalb der Stadt befanden. Ludwig VII. blieb jedoch zunächst noch Herr der Lage und konnte die Neuburger überreden, ihn und seine Leute weiter in ihrer Stadt zu dulden. Daraufhin widersetzte sich Ludwig VIII. dem königlichen Friedensgebot und belagerte mit brandenburgischer Hilfe Neuburg. Am 4. September 1443 stürmten seine Truppen die Stadt und nahmen seinen Vater gefangen. Ludwig VII. blieb in Neuburg, nun aber als Gefangener seines Sohnes, den nun auch Lauingen, Rattenberg und Kitzbühel als Herzog anerkannten.

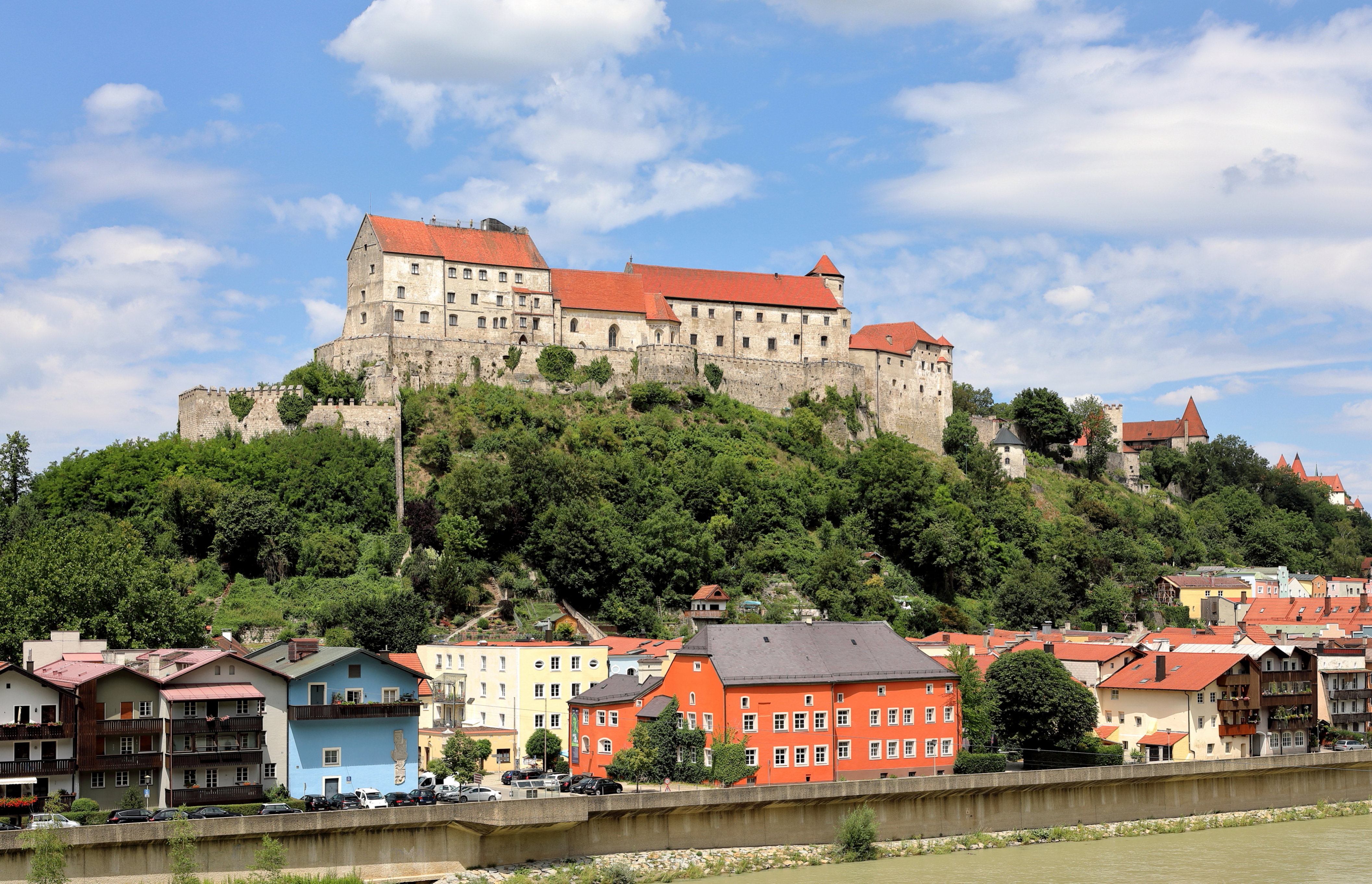
Ludwig VII. starb als Gefangener Heinrichs XVI. in der Burg zu Burghausen.

Der Tod Ludwigs VIII. im April 1445 veränderte die Lage noch einmal: Seine Witwe Margarete trat sein Erbe in einem Großteil des von ihm kontrollierten Gebiets an und Ludwig VII. geriet in die Gewalt ihres Bruders Albrecht Achilles von Brandenburg-Ansbach, der ihn im November zu sich nach Ansbach bringen ließ. Auch von dort aus versuchte Ludwig VII. aber, per Brief Einfluss auf den ihm verbliebenen Teil seines Herzogtums zu nehmen, und fand darin Unterstützung bei Amtsträgern und Landschaft. Albrecht von Bayern-München versuchte unterdessen, sich seinen Anteil an Bayern-Ingolstadt zu sichern, und verhandelte deshalb mit Heinrich von Bayern-Landshut, Albrecht Achilles und schließlich mit Ludwig VII. und dessen Landschaft. Auch Heinrich war alles andere als untätig, gewann die Unterstützung König Friedrichs und kaufte Ludwig 1446 gegen dessen Willen den Brandenburgern ab.
Ludwig VII. starb Anfang Mai 1447 in der Burg zu Burghausen als Gefangener Heinrichs von Bayern-Landshut. Dieser konnte sich gegen Albrecht III. und Ludwigs Landschaft durchsetzen und verleibte das Ingolstädter Territorium seinem Herzogtum ein. Der Münchner Herzog verzichtete im Erdinger Vertrag von 1450 auf seine Ansprüche. Damit endete die Geschichte des Teilherzogtums Bayern-Ingolstadt, Bayern war nun nur noch zweigeteilt.

## Liste der Herzöge
| Name         | Regierungszeit                                                                                | Abstammung         |
| ------------ | --------------------------------------------------------------------------------------------- | ------------------ |
| Stephan III. | bis 1392 Herzog von Bayern (zuständig für Oberbayern), 1392–1413 Herzog von Bayern-Ingolstadt | Sohn Stephans II.  |
| Ludwig VII.  | 1413–1447 Herzog von Bayern-Ingolstadt, 1443 von Ludwig VIII. gefangen genommen               | Sohn Stephans III. |
| Ludwig VIII. | 1438–1445 Herzog von Bayern-Ingolstadt                                                        | Sohn Ludwigs VII.  |

## Zeitleiste
Die Herzöge von Bayern-München sind blau, die von Bayern-Ingolstadt grün und die von Bayern-Landshut gelb dargestellt.